# Perlzwergkauz
Der Perlzwergkauz (Glaucidium perlatum), auch Perl-Sperlingskauz oder Perlkauz genannt, ist eine kleine Eulenart der Sperlingskäuze. Er ist eine in Afrika weit verbreitete Art und kommt südlich der Sahara in zwei Unterarten vor.

## Erscheinungsbild und Stimme
Der Perlzwergkauz erreicht eine Körpergröße von 17 bis 20 Zentimetern. Der Kopf ist rundlich und Federohren fehlen. Er ist etwas größer und schwerer als der eurasische Sperlingskauz.
Die Körperoberseite ist braun mit kleinen weißen Flecken, die zum Namen Perlkauz geführt haben. Im Nacken findet sich ein Occipitalgesicht. Der Schwanz ist dunkelbraun mit mehreren Reihen weißlicher Flecken. Die Körperunterseite ist weißlich mit braunen Längsflecken. Die Läufe sind befiedert. Die Augen sind blassgelb. Das Rufrepertoire ist sehr groß. Das Männchen singt melodisch flötend feu-feu-feu-feu oder füh-füh-füh.... Nach einer kurzen Pause folgen dann in der Tonhöhe abfallende péeeoh péeeoh.... Das Weibchen singt ähnlich, allerdings etwas höher. Männchen und Weibchen rufen häufig wechselseitig.

## Verbreitungsgebiet und Lebensraum
Das Verbreitungsgebiet des Perlzwergkauzes ist Afrika südlich der Sahara. Es erstreckt sich vom Senegal und Gambia in östlicher Richtung bis nach Äthiopien, Westsomalia und Westsudan. In südlicher Ausbreitungsrichtung erstreckt es sich bis zur Kapprovinz. Die Art fehlt in den Wüsten und dichten Regenwäldern West- und Zentralafrikas.
Der Lebensraum des Perlzwergkauzes sind offene Savannen mit kurzer Vegetation oder wenig Bewuchs, einigen vereinzelten Bäumen sowie dornigem Gebüsch. Er meidet Gebiete, die mit hohem Gras bestanden sind. Auch Regionen, in denen es keinen Baumbestand gibt, werden von ihm gemieden.

## Lebensweise
Der Perlzwergkauz ist überwiegend dämmerungsaktiv. Gelegentlich kann man ihn auch während des Tages beobachten, und in mondhellen Nächten jagt er auch während der Nacht. Auf Grund seiner kräftigen Läufe ist er in der Lage, verhältnismäßig große Beute zu schlagen. Er greift auch Insekten oder Fledermäuse im Flug. Seine Nahrung sind jedoch überwiegend Arthropoden, Schnecken, Reptilien sowie etwas nachgeordnet kleine Säuger. Regional können auch Kleinvögel eine größere Rolle in der Ernährung spielen.
Perlkäuze sind nur schwach territorial und verteidigen nur die unmittelbare Umgebung der Nisthöhle. Sie sind Höhlenbrüter und nutzen gewöhnlich Baumhöhlen. Das Gelege besteht aus zwei bis vier Eiern, die direkt auf den Boden der Nisthöhle gelegt werden. Der Legeabstand beträgt zwei Tage. Das Weibchen beginnt mit der Brut vor der Ablage des letzten Eies. Es brütet allein das Weibchen. Das Männchen trägt Beute heran und übergibt diese anders als der Sperlingskauz in der Höhle. Die Brutdauer beträgt etwa 29 Tage. Die Nestlinge sind anfangs blind. Ihre Augen öffnen sich etwa mit dem 12. Lebenstag. Sie werden von beiden Elternvögeln gefüttert. Die Jungvögel verlassen die Höhle in einem Alter von 31 Tagen. Sie sind dann bereits in der Lage, kurze Strecken zu fliegen. Sie halten sich gewöhnlich in der Nähe der Nisthöhle auf und werden noch über einige Zeit von den Elternvögeln gefüttert. Ihre Geschlechtsreife erreichen sie vor Vollendung des ersten Lebensjahres.

## Belege

### Einzelbelege
1. ↑   König et al., S. 391
2. ↑   König et al., S. 392
3. ↑   König et al., S. 393